# ريتشارد إم. دودلي
ريتشارد إم. دودلي (بالإنجليزية: Richard M. Dudley) هو إحصائي ورياضياتي أمريكي، ولد في 28 يوليو 1938 في كليفلاند في الولايات المتحدة.